# Klein-Pöchlarn
Klein-Pöchlarn è un comune austriaco di 957 abitanti nel distretto di Melk, in Bassa Austria; ha lo status di comune mercato (Marktgemeinde).